# 三田華子
三田 華子（みた はなこ、本名：三ツ田 ハナ子、1900年（明治33年）5月15日 - 1983年（昭和58年）10月13日）は、徳島県徳島市出身の小説家。
徳島の民話や伝説に取材した郷土色豊かな作品を残しており、その功績が認められ1977年に第3回徳島県文化賞を受賞。

## 来歴・人物
1900年5月15日、徳島県徳島市古物町（現・南新町）に生まれる。1916年11月、三ツ田富蔵と結婚する。1932年、新聞社募集の民謡に『阿波小唄』が一等に入選する。
1935年、一家で上京する。1939年、日本大学文学部芸術科に入学する。在学中、1年生の時に『二つの公休日』が文芸推薦候補となり、2年生の時に『石切場』が芥川賞候補となり、3年生の時に『祖父』が文芸推薦賞となる。
1943年、夫・富蔵と死別する。1944年、徳島に疎開する。
1948年、日本大学芸術学部から創作科の講師として招聘され、再び上京する。
1983年10月13日、死去。享年83歳。

## 主な作品
- 『阿波狸列伝』 第1巻、小山助学館、1959年5月。
- 『阿波狸列伝』 第2巻、小山助学館、1979年4月。
- 『阿波狸列伝』 第3巻、小山助学館、1979年7月。
- 『徳島昔ばなし』昭和書房、1968年10月。
- 扶川茂 編『徳島』ぎょうせい〈ふるさと文学館 第42巻〉、1995年1月。

「阿波歳時記（225−252頁）」「維新のあとさき（372−385頁）」「庚申新八（435−448頁）」が収録されている。

## 受賞
- 第4回文藝推薦作品（1941年（昭和16年））「祖父」
- 第3回徳島県文化賞（1977年（昭和52年））